# Taebla
Taebla (em estoniano:  Taebla vald) é um município rural estoniano localizado na região de Läänemaa.